# Machimus occidentalis
Machimus occidentalis là một loài ruồi trong họ Asilidae. Machimus occidentalis được Hine miêu tả năm 1909.